# Католичност
Католичност (грч. καθολικότητα της Εκκλησίας — „универзалност, саборност Цркве“) представља једно од четири обележја Цркве („једна, света, саборна и апостолска Црква“). Појам католичанска Црква (грч. η καθολικη εκκλησια) први пут је употребио Игњатије Богоносац: „Где је Христос тамо је и саборна Црква.“ (Смирњанима 8, 2).

## Католичански карактер Цркве
Црква има католичански карактер, у смислу универзалности и саборности, будући да је „послата“ да објављује Јеванђеље Христово „до краја земље“ (Дела 1,8). Католичност указује на „екуменско“ („васељенско“) послање и мисионарску динамичност Цркве, која тежи да обухвати сва места, све народе и све културе. Црква је католичанска и у односу на историју Спасења будући да чува континуитет са њеним апостолским пореклом, манифестованим на дан Педесетнице. Она је католичанска и у смислу освећења у историји Царства Божијег, заједнице која најављује есхатолошку заједницу.
Општи појам Католичанска црква, који се односи на универзалну, односно васељенску Православну цркву, не треба мешати са појмом Католичка црква, који се односи на посебну хришћанку деноминацију - Римокатоличку цркву.

## Источно и западно схватање католичности
За разлику од западне еклисиологије која католичност схвата у смислу географске, односно земаљске универзалности, православље у овом појму чува смисао и осећање пуноће (саборности) у заједници са Христом. Католичност је пре свега начин живота у заједници. Католичност обухвата сферу онтолошког или божанског, а не феноменског или емпиријског. Реч је о унутрашњој, вертикалној димензији Цркве, а не о конкретној, хоризонталној. Зато се и „узрастање“ Цркве састоји у усавршавању њене унутрашње пуноће, унутрашње саборности, а не у њеном просторном, географском и бројчаном ширењу. У том смислу, руски богослов Георгије Флоровски пише: „Католичност није квантитативна или географска концепција. Она не зависи ни у ком случају од универзалног ширења хришћанства. Универзалност Цркве јесте последица или пројава, а не узрок или основ њене католичности. Универзално ширење или универзалност Цркве само је видљиви знак који није апсолутно нужан. Концепција о католичности не може се мерити њеним универзалним ширењем; универзалност је не исказује тачно.“

## Погрешна схватања католичности
Земаљска универзалност не исказује пуни садржај католичности Цркве. Изједначавањем онтолошког смисла католичности са емпиријским феноменом овоземаљске универзалности засењује се не само апостолско-мисионарски карактер Цркве, садржан у послању апостола, као и силазак Светог духа на Педесетници, него и њен видљиви институционални и историјски аспект. Овакво редуковање смисла католичности губи из вида свеопшту димензију искупљења, одакле извире и отворени и универзални карактер Цркве. И сам Свети Кирило Јерусалимски, кога Георгије Флоровски наводи у прилог своје тезе, говори о католичности у мисионарском контексту, стога што је крштење по суштини тајна саборности Цркве. Мисија је апсолутно нужан критеријум Цркве. Речи: „А Господ сваки дан додаваше Цркви оне који се спасаваху“ (Дела 2,47; уп. Дела 6,7), нису просто историјско обавештење, него указују на ширење Царства Божијег као на основни позив Цркве. Универзалност је, дакле, еклисиолошки феномен. Не треба сметнути са ума да је Православна црква током своје историје пребродила тешке часове који јој нису допустили да шири своје географске границе, него се усредсредила на унутрашњу католичност (саборност). Оваква концепција католичности исказује извесну историјску условљеност. Уз све то, католичност није апстрактан појам. А еклисиологија која не схвата значај васељенства (универзалности), изолује Цркву од историје, света и културе.